# 2MASS J14460061+0024519
2MASS J14460061+0024519 ist ein Brauner Zwerg im Sternbild Jungfrau. Er wurde 2002 von Thomas R. Geballe et al. entdeckt.
Er gehört der Spektralklasse L6 an. Seine Position verschiebt sich aufgrund seiner Eigenbewegung jährlich um 0,1912 Bogensekunden. Zudem weist er eine Parallaxe von 45,46 Millibogensekunden auf.